# For the moment
『For the moment』（フォー・ザ・モーメント）は、日本の音楽グループEvery Little Thingの4枚目のシングル。

## 解説
前作『Dear My Friend』から4か月でのリリース。2か月前に発売された1stアルバム『everlasting』がミリオンセラーとなる大ヒットを記録した矢先であり、初のオリコンチャート1位獲得シングルとなった。売上は68.8万枚。

## 収録曲
1. For the moment
（作詞・作曲・編曲：五十嵐充）
森永製菓「ICE BOX」CMソング。
TBS系『COUNT DOWN TV』エンディングテーマ。（1997年6月度）
2. For the moment (Remix 7.00)
"Remix 7.00"の名前通り、7分ちょうどで終わる。
3. For the moment (Instrumental)

## 楽曲の収録アルバム
For the moment
- 『Time to Destination』
- 『Every Best Single +3』
- 『Every Best Single 2』※アレンジ、新録音して収録。
- 『Every Best Single 〜COMPLETE〜』
- 『Every Best Single 2 ～MORE COMPLETE～』
- 『Every Best Single 2 〜Early period〜』